# Slaget vid Petsjory
Slaget vid Petsjory ägde rum den 13 februari 1701 (enligt den svenska kalendern; 12 februari enligt den julianska och 23 februari enligt den gregorianska) nära byn Petseri i Ryssland under det stora nordiska kriget. En svensk styrka på 2 100 soldater understödda av omkring 2 000 bönder, samtliga under befäl av Jakob Spens, besegrade en rysk styrka på omkring 6 000 soldater.

## Bakgrund
Efter det förkrossande nederlaget vid Narva av den svenska armén under kung Karl XII samlade den ryske tsaren Peter I sina styrkor nära den svenska gränsen vid städerna Pskov och Gdov för att sätta igång en ny offensiv i det svenska Livland. Karl hyste misstankar om offensiven och samlade sina egna styrkor under befäl av Magnus Stenbock och Jakob Spens, med uppdraget att korsa den ryska gränsen och förstöra de ryska ställningarna vid Izborsk och Petsjory. Stenbock fick syn på den ryska garnisonen i Gdov, och när han märker att hans egna trupper var underlägsna de ryska tvingades han till reträtt, och nöjde sig med att bränna ner och brandskatta de ryska förorterna i området innan han passerade den svenska gränsen.

## Slaget
Spens anlände till sitt färdmål i slutet av februari och försökte möta den ryska armén i öppet fält. De två arméerna möttes utanför staden Petsjory den 13 februari. Ryssarna påbörjade ett anfall mot de bönder som bistod svenskarna, vilket orsakar tumult i linjerna. Men Spens skickade ut Livregementet och gjorde en motattack och drev bort ryssarna, vilka tar skydd i staden. De svenska ryttarna kunde inte strida i stadens trånga gator, så Spens fick dra tillbaka dem och skicka ut sitt infanteri för att bryta ner det ryska försvaret. Ryssarna flydde sedan in i husen och beskjuter svenskarna, vilka i sin tur satte husen i brand där många ryssar brändes till döds. Men de flesta ryssar flydde till stadens kloster för att undkomma den svenska anstormningen. Svenskarna gjorde en misslyckad stormning mot dess omgivande murar, som inte kunde genombrytas utan artilleri. Spens avbröt stormningen samtidigt som några kosacker anföll hans medföljande bönder. Istället nöjde han sig med att bränna de närliggande byarna och återvände sedan till den svenska gränsen. Svenskarna hade förlorat 30 döda och 60 sårade soldater i striderna, medan ryssarna förlorade 500 döda frånsett de som brändes till döds i den brinnande staden.

## Följder
Den ryske tsaren förmodade att det svenska spaningsuppdraget skulle vara det första steget i en stor svensk invasionsplan och gav därför order för ryssarna att inte dra sig tillbaka längre än till linjen vid Pskov och Gdov, som han förstärkte ihop med Izborsk och Petsjory, där han började bygga befästningar. Men Karl, som hade tillbringat vintern i slottet Lais, bröt senare upp med sin armé från sitt vinterkvarter och började sin marsch söderut, mot August den Starkes sachsiska armé som belägrade svenska Riga. Efter en tid möttes de svenska och sachsiska arméerna i slaget vid Düna där den svenske kungen, efter en svår landningstigning, lyckades korsa floden och tvinga fienden till reträtt, vilket gör att Kurland erövras av den svenska armén. Senare när Karl inleder sitt fälttåg i Polen på jakt efter kung August inleder ryssarna ett fälttåg mot de svenska Östersjöprovinserna. Under samma år mötte ryssarna först Wolmar Anton von Schlippenbachs armé i slaget vid Rauge där Boris Sjeremetev blir besegrad, vilket skulle bli bara början på Peters dröm om ett "fönster mot Europa".